# Euphorbia barrelieri
Euphorbia barrelieri es una especie fanerógama perteneciente a la familia de las euforbiáceas. Es endémica desde Francia al noroeste de Turquía.

## Taxonomía
Euphorbia barrelieri fue descrita por Gaetano Savi y publicado en Bot. Etrusc 1: 145. 1808.
Etimología
Euphorbia: nombre genérico que deriva del médico griego del rey Juba II de Mauritania (52 a 50 a. C. - 23), Euphorbus, en su honor – o en alusión a su gran vientre –  ya que usaba médicamente Euphorbia resinifera. En 1753 Carlos Linneo asignó el nombre a todo el género.
barrelieri: epíteto otorgado en honor del biólogo y fraile dominico francés Jacques Barrelier (1606 - 1673), quien menciona e ilustra la planta (icon 823) en su obra póstuma Plantae per Galliam, Hispaniam et Italiam observatae, publicada en 1714 por Antoine-Laurent de Jussieu
Variedades
- Euphorbia barrelieri subsp. barrelieri
- Euphorbia barrelieri subsp. hercegovina (Beck) Kuzmanov
- Euphorbia barrelieri subsp. thessala (Formánek) Bornm.

Sinonimia
- Tithymalus barrelieri (Savi) Soják	[5]